# Det var i maj (1915)
Det var i maj är en svensk svartvit stumfilm från 1915 i regi av Victor Sjöström och med manus av Sjöström och Algot Sandberg.

## Om filmen
Inspelningen ägde rum interiört i Svenska Biografteaterns ateljé på Lidingö och exteriört i Stockholm med omnejd. Filmen finns inte bevarad i sin helhet, men dock finns två avsnitt bevarade i klippfilmen Minns du? från 1935. Filmen tros vara densamma som En sommarsaga (1912), en påbörjad men aldrig avslutad film av Sjöström. Det var i maj premiärvisades den 17 maj 1915 på biograf Regina i Stockholm.

## Handling
Apotekare Blomgren och notarie Wigg är rivaler om Eufrosyne Linde. Hon älskar Wigg, men denne är en flyktig man och därför uppmuntrar hon Blomgren för att väcka Wiggs svartsjuka. När Wigg får se Blomgren blir han upprymd av svartsjuka och friar strax därpå. Han får genast ja.
Blomgren behöver svalka av sig och åker till sjön. På vägen blåser hatten av honom och ut i sjön och han tar därför av sig byxor och skor för att vada ut och hämta hatten. Under tiden får en luffare syn på byxorna och stjäl dem, varför Blomgren byxlös måste försöka ta sig ombemärkt tillbaka. Efter mycket om och men lyckas han nå rummet där han bor där han möts av ett brev på sängen i vilket Eufrosyne meddelar att hon förlovat sig med Wigg.

## Rollista
- Richard Lund – Wigg, notarie (i manuset kallad ingenjörn)
- Victor Lundberg – Blomgren, apotekare (tidigare kallad doktorn)
- Bergliot Husberg – Eufrosyne Linde (tidigare kallad Julia)
- Eric Lindholm – kock på pensionatet
- John Ekman – luffare som stjäl Blomgrens byxor